# Samuel Dickstein
Samuel Dickstein   (Varsòvia, 12 de maig de 1851 - Varsòvia, 28 de setembre de 1939) va ser un matemàtic polonès d'ètnia jueva.

## Vida i Obra
Dickstein va nàixer a Varsòvia quan formava part de l'Imperi Rus i encara no existia la actual Polònia. D'infant va viure la insurrecció de 1863 i la repressió que la va continuar. Les autoritats russes, però, van tolerar diferents tipus d'institucions privades culturals i Dickstein es va convertir, amb el temps, en promotor i animador d'institucions poloneses de caràcter científic.
Dickstein va estudiar a la universitat tsarista de Varsòvia, en la qual es va graduar en matemàtiques el 1876. De 1878 a 1888 va dirigir la seva pròpia escola a Varsòvia. El 1884 va fundar la Biblioteka Matematyczno-Fizyczna que pretenia proporcionar als estudiants els millors manual possibles de física i matemàtiques; el 1888 va fundar Prace Matematyczno-Fizyczne, la primera revista polonesa de ciències; el 1894 va començar a publicar Wiadomosci Matematyczno amb una intenció més divulgadora.
També va traduir diverses obres clàssiques de matemàtiques al polonès, contribuint a la formació de la terminologia científica polonesa. La seva obra pròpia es va enfocar cap a l'àlgebra i la història de les matemàtiques, incloent alguns articles sobre filosofia de les matemàtiques. La seva obra original més important és una ampla monografia sobre Józef Hoene-Wroński (1776-1853) analitzant les fonts en detall de un personatge considerat per alguns un geni i per d'altres un simple xarlatà.
A començaments del segle xx, va participar en la fundació de la majoria d'institucions científiques poloneses.
Dickstein va morir durant els bombardeigs nazis de Varsòvia en esclatar la Segona Guerra Mundial (setembre de 1939). Cap membre de la seva família va sobreviure al holocaust posterior.